# New York-Irvington
New York-Irvington est une course automobile de 25 miles (40 km), qui eut lieu le 30 mai 1896.

## Organisation
Le maximum des points accordés sera de cent, répartis de la manière suivante :
- cinquante pour la vitesse
- vingt-cinq pour la simplicité et la solidité de construction
- quinze pour la facilité de maniement et la sécurité
- dix pour le prix de revient du véhicule

Les prix offerts par le journal s'élèvent à 15 000 francs.
Six participants.
- n) J.Frank Duryea
- n) Henry Wells
- 5) W.T. Brander sur Roger-Benz

## Résultat
Le départ est donné du City Hall Park de New York. Henry Wells à un accident et blesse une femme du public, Evelyn Thomas, sur Broadway près de la 74e rue.
L'arrivée est située au Ardsley Country Club de Irvington. Frank Duryea remporte la course.